# Universal Pulse
Universal Pulse — десятый студийный альбом американской группы альтернативного рока 311, издан 19 июля 2011 года, первый альбом, вышедший на собственном лейбле группы 311 Records.

## Об альбоме
Universal Pulse записан в 2010 - 2011 году на калифорнийской студии The Hive. Это самый короткий альбом группы, состоящий всего из восьми песен и идущий всего полчаса. Однако Стефан Томас Ерлевайн из Allmusic отметил, что «Universal Pulse надоедает даже за полчаса прослушивания».

## Список композиций
| №                   | Название            | Текст песни          | Музыка              | Длительность |
| ------------------- | ------------------- | -------------------- | ------------------- | ------------ |
| 1.                  | «Time Bomb»         | Hexum/Martinez/Wills | Hexum/Mahoney       | 3:16         |
| 2.                  | «Wild Nights»       | Hexum/Martinez       | Sexton/Hexum        | 3:38         |
| 3.                  | «Sunset in July»    | Hexum/Martinez/Wills | Hexum/Sexton        | 3:53         |
| 4.                  | «Trouble»           | Hexum                | Hexum               | 3:31         |
| 5.                  | «Count Me In»       | Hexum/Martinez       | Hexum               | 3:24         |
| 6.                  | «Rock On»           | Hexum/Martinez       | Sexton              | 3:27         |
| 7.                  | «Weightless»        | Hexum/Martinez       | Hexum               | 3:19         |
| 8.                  | «And a Ways to Go»  | Martinez/Hexum       | Hexum/Wills         | 4:18         |
| Общая длительность: | Общая длительность: | Общая длительность:  | Общая длительность: | 28:46        |

## Синглы
| 2011 | «Sunset in July» | 7  | 36 | 28 |
| 2011 | «Count Me In»    | 31 | —  | —  |

## Чарты
| Год  | Чарт                              | Наивысшая Позиция |
| ---- | --------------------------------- | ----------------- |
| 2011 | U.S. Billboard 200                | 7                 |
| 2011 | U.S. Billboard Rock Albums        | 2                 |
| 2011 | U.S. Billboard Digital Albums     | 4                 |
| 2011 | U.S. Billboard Independent Albums | 1                 |
| 2011 | U.S. Billboard Alternative Albums | 2                 |
| 2011 | U.S. Billboard Tastemaker Albums  | 1                 |

## Участники записи
311
- Ник Гексум — вокал, ритм-гитара
- Дуглас «S.A.» Мартинес — вокал, тёрнтейбл
- Тим Махоуни — соло-гитара
- Аарон «P-Nut» Уиллс — бас-гитара
- Чед Секстон — ударные, перкуссия